# Phylloptera neotenella
Phylloptera neotenella är en insektsart som beskrevs av Otte, D. 1996. Phylloptera neotenella ingår i släktet Phylloptera och familjen vårtbitare. Inga underarter finns listade i Catalogue of Life.